# У Банго
У Банго́ (кит. трад. 吳邦國, упр. 吴邦国, пиньинь Wú Bāngguó; 22 июля 1941, Пинба, Гуйчжоу — 8 октября 2024, Пекин) — партийный и государственный деятель КНР, в 2003—2013 годах председатель Постоянного комитета Всекитайского собрания народных представителей 10—11 созывов, занимал вторую строчку в китайской политической иерархии после Председателя КНР генсека ЦК КПК Ху Цзиньтао.
Член КПК с апреля 1964 года, кандидат в члены ЦК КПК 12—13 созывов (с 1982 года), член Политбюро ЦК КПК 14—15 созывов (с октября 1992 года), секретарь ЦК КПК 14 созываИзбран на 4-м пленуме ЦК (1994—1997), член Посткома Политбюро ЦК КПК 16—17 созывов (2002—2012).

## Биография

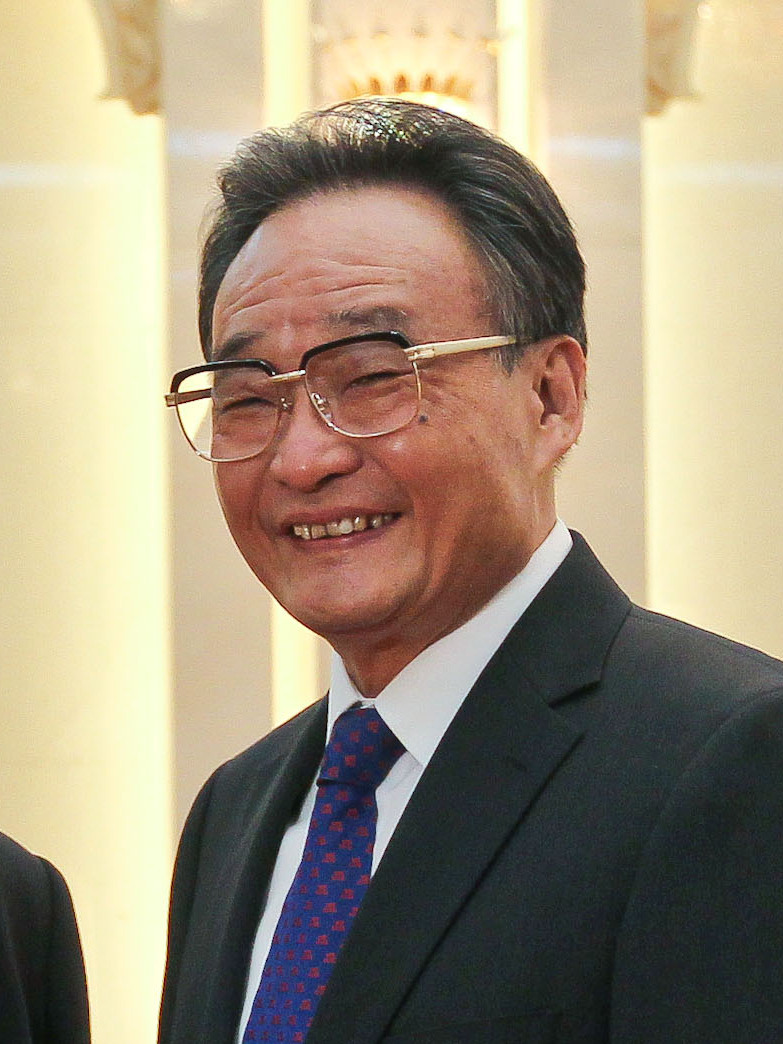
У Банго, 2011 год

Родился во время войны с Японией, в провинции Гуйчжоу. Его отец происходил из провинции Аньхой, был инструктором училища топографии и картографии НОАК.
У Банго учился в школе в Пекине. Там же в 1960 году поступил в Университет Цинхуа на факультет радиоэлектроники, который закончил в 1967 году, специализировался на электровакуумных элементах.
В 1967 году начал трудовую деятельность в Шанхае на Третьем электроламповом заводе, где прошёл путь от рабочего до директора завода: в 1967—1976 годах рабочий, техник, заместитель, начальник технического отдела; в 1976—1978 годах заместитель секретаря парткома завода, заместитель председателя Революционного комитета завода, заместитель директора завода, заместитель секретаря парткома и директор завода.
В 1978—1979 годах заместитель директора Шанхайской компании электронных элементов. В 1979—1981 годах заместитель директора Шанхайской компании электровакуумных элементов.
В 1981—1983 годах заместитель секретаря парткома Шанхайского управления приборостроения и телекоммуникаций.
В 1983—1985 годах член посткома Шанхайского горкома КПК и при горкоме секретарь парткома по делам науки и техники.
В 1985—1991 годах заместитель секретаря Шанхайского городского комитета КПК, которым с 1987 года был Цзян Цзэминь, а с 1989 года — Чжу Жунцзи. Впоследствии его назовут протеже Цзян Цзэминя, У Банго также причисляется к Шанхайской клике. У Банго станет вице-премьером в правительстве Чжу Жунцзи, доверием которого располагал. По тому же источнику, его высоко оценили Дэн Сяопин и Чэнь Юнь.
В 1991—1994 годах глава Шанхайского городского комитета КПК. Будучи кандидатом в члены ЦК с 12 съезда (с 1982 года), по результатам 14 съезда в октябре 1992 года он избирается сразу членом Политбюро ЦК КПК. Утверждают, что У Банго оказался в числе определённых Дэн Сяопином лидеров четвёртого поколения, возглавляемых Ху Цзиньтао. На 4-м пленуме ЦК КПК 14-го созыва У Банго избран членом Секретариата ЦК КПК, которым являлся с сентября 1994 года по сентябрь 1997 года.
С марта 1995 года вице-премьер Госсовета КНР и с 1999 года член руководящей партийной группы Госсовета, также в 1998—2003 годах секретарь Центрального рабочего комитета по делам крупных предприятий. Его называли союзником Цзян Цзэминя.
С 2003 года председатель Постоянного комитета Всекитайского собрания народных представителей и секретарь руководящей партийной группы Посткома. 15 марта 2008 года был переизбран председателем.
Как отмечают, возглавляя Постоянный комитет ВСНП, он продвигал «пять нет»: нет многопартийным выборам, нет плюрализму, нет разделению властей, нет федеральной системе, нет приватизации.
14 марта 2013 года на пленарном заседании 1-й сессии Всекитайского собрания народных представителей 12-го созыва был избран новый состав Постоянного комитета ВСНП, в который У Банго ожидаемо не вошёл. Он был отправлен в почётную отставку, а его преемником стал избранный председателем ПК ВСНП 12-го созыва Чжан Дэцзян.
Умер в Пекине утром 8 октября 2024 года в возрасте 83 лет.
Супруга У Банго работала в Шанхайской мэрии, у них есть сын и дочь. У Банго любитель играть в теннис.

## Награды
- Орден Дружбы (Россия, 19 января 2013) — за вклад в развитие межпарламентских связей и отношений стратегического партнёрства и взаимодействия между Российской Федерацией и Китайской Народной Республикой[10].